# Ariha (dystrykt)
Ariha – jedna z 5 jednostek administracyjnych drugiego rzędu (dystrykt) muhafazy Idlib w Syrii.
W 2004 roku dystrykt zamieszkiwało 175 994 osób.
Dystrykt jest dodatkowo podzielony na trzy poddystrykty:
- Ariha
- Ihsim
- Muhambal